# Patron de barque
 (mai 2011).
Un patron de barque a des significations bien différentes d'aujourd'hui et elles varient suivant les régions, ou même d'un port à un autre. Dans le français actuel, une barque fait presque obligatoirement penser à un canot de faibles dimensions, donc à une embarcation pour aller à la pêche sur une rivière ou ramer sur les étangs des parcs des grandes villes.

## Les patrons de barques et les transports

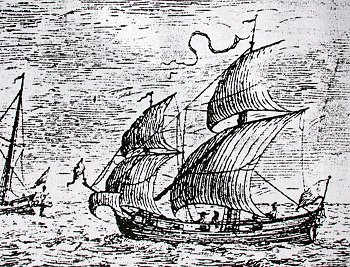
Barque

Avant 1900, même dans un port la taille des barques et les modèles peuvent varier énormément. En tous les cas une barque est pour les Provençaux et les populations des littoraux français, un navire marchand et en rien un canot. Certes il peut s'agir  d'une barque de commerce de faible tirant d'eau car devant parfois naviguer sur les étangs et qui cabote en Méditerranée, mais cela n'est pas toujours le cas.
Jusqu'à la fin du XIXe siècle, les patrons de barques du cap Corse ont assuré une part importante du commerce intérieur et extérieur de l'île et dans toute la Méditerranée, les patrons de barques ont fait le transport des marchandises des débuts des débuts de l'Antiquité au milieu du XIXe siècle.
Ces barques de 1 000 à 1 200 quintaux portent des noms différents : les pinques, les brigantines, les bricks, les tartanes, les chebecs. Mais il existe aussi des barques de faibles dimensions qui font du cabotage. Toutefois, il existe aussi le trois-mâts barque et le quatre-mâts barque.

## Le rôle des patrons de barques dans la vie des cités portuaires

Brick

À Marseille, ville qui est dirigée par la bourgeoisie et pas par les nobles venus de Paris ou par la suite de Versailles, les patrons de barques sont souvent des personnages importants de la cité. Moniet Deidier, par exemple, un patron de barque (s) est troisième Consul de Marseille, en 1551. Son petit-fils teste 5 fois de suite :
- Reynier Antoine — Deidier Jeanne — 2131 — 1556 — 390E-74
- Reynier Antoine — Deidier Jeanne — 895 — 1560 — 390E-112
- Reynier Antoine — Deidier Jeanne — 2252 — 1564 — 390E-119
- Reynier Antoine — Deidier Jeanne — 1451 — 1569 — 390E-94
- Reynier Antoine — Deidier Jeanne — 1742 — 1588 — 364E-47.

Les héritages des patrons de barques sont parfois plus importants que ceux de certains nobles locaux.
Martigues est déjà une ville importante, avec 20 000 habitants au XVIIe siècle, du fait de la mer. Néanmoins, le port peut accueillir des barques latines d'un gabarit assez important. Les habitants de Martigues ne paient par exemple aucune sorte de taille au roi. « Les habitants de Martigues sont les plus courageux et habiles mariniers de la Méditerranée », écrivait le président Seguiran à Richelieu. Ils passent pour être effectivement d'excellents hommes de mer, et les plus habiles pêcheurs de la Méditerranée.
Ces transports ne se limitent pas à du cabotage. Sur l'exploration de 6 mois, du 4 octobre 1718 au 31 mars 1719, du registre des entrées du port de quarantaine, il y a 4 tartanes ayant pour port d'attache Saint-Chamas, dont la tartane Saint-Jacques de Saint-Chamas, patron Chapus Sauvaire, venant de Palerme. Le patron de barques qui fait du négoce dans toute la Méditerranée est considéré comme un bourgeois, alors que les patrons des petites barques qui font du cabotage ou remontent le Rhône ne peuvent le devenir.

## Les patrons de barques victimes des barbaresques ou corsaires

Brigantine

Les barques sont parfois armées de plusieurs canons, et se transforment rapidement en navires corsaires face aux barbaresques. Les attaques de ces pirates rendent toutefois cette activité dangereuse.
Les patrons de barques et leurs marins sont quelquefois capturés par las corsaires algériens ou tunisiens. On trouve souvent des noms de Martigues, par exemple, sur les listes de rédemption dos religieux Trinitaires. À la gloire de cas captifs, Jean-Joseph Expilly consigne cette remarque : « Il y a presque toujours dans le bagne de Fez de ces généreux confesseurs de la foi. Dans les occasions ce sont de véritables martyrs ».
Cicéron se plaignait que les Romains avaient souvent fait la guerre car l'un de leurs patrons avait été arrêté. Dans la période de la monarchie absolue — après Cicéron — il n'en est rien.
Les guerres entre Européens font que la navigation et le négoce deviennent dangereux. Mais à part les chevaliers de Malte personne ne se soucient des marins provençaux ou languedociens esclaves des barbaresques.
Les plus audacieux des patrons, du fait des guerres de Louis XIV ou de Louis XV et de ce danger permanent, se font corsaires ou font du commerce avec le Levant, alors que la plupart des marins se contentent de naviguer dans le bassin occidental de la Méditerranée.
Les patrons de barque doivent servir pendant un temps dans la Marine du Roi. Ils préviennent nos flottes de guerre des mouvements des escadres ennemies.

## Les patrons de barques auXVIIIesiècle

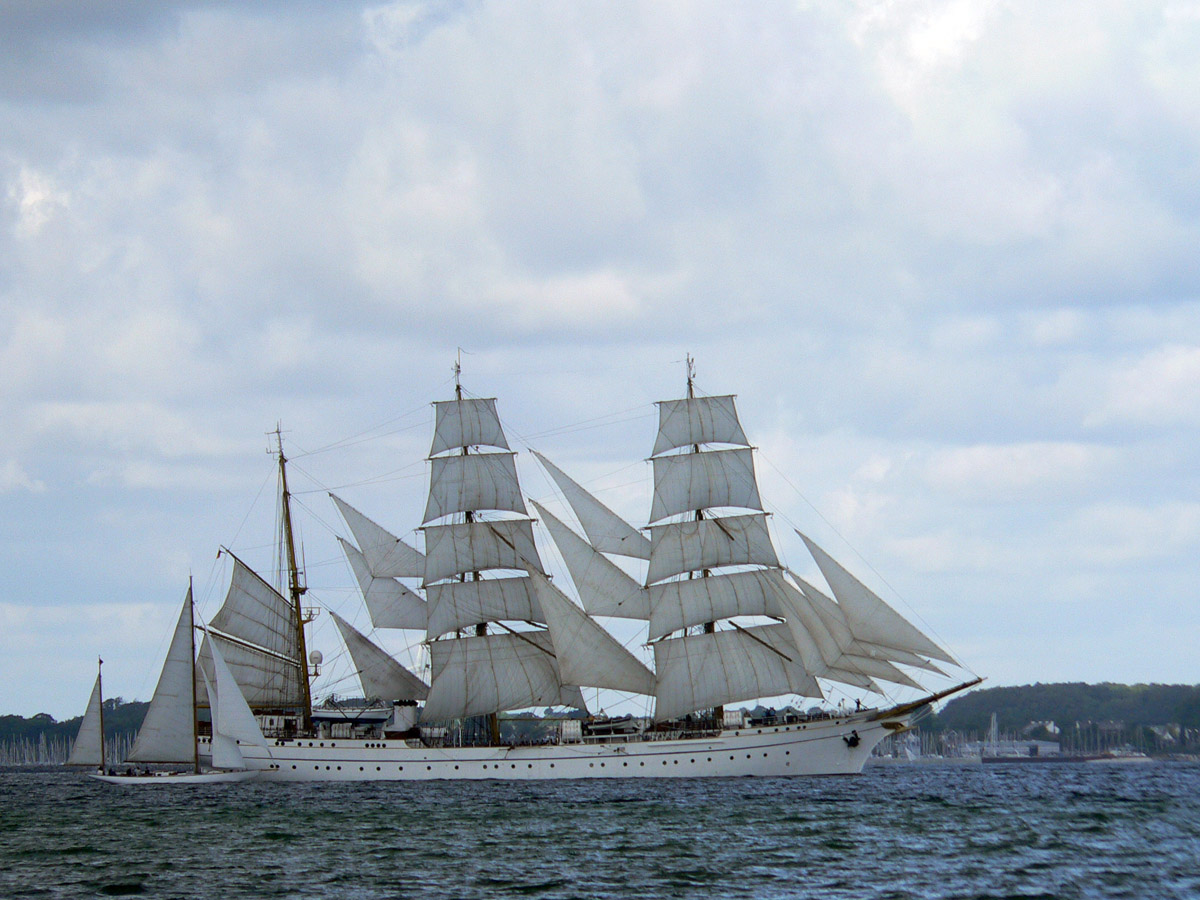
Trois-mâts barque

La mort du roi en 1715 fait que de 1715 à 1789 le négoce avec l’outre-mer connaît une forte croissance en Provence.
Assez souvent le capitaine et marchand, devient négociant avec l'outre-mer et armateur. Certes les barques latines permettent d'acquérir de grandes fortunes, toutefois cet argent sert alors à acheter d’autres navires, notamment des trois-mâts-barques.
Le but de cet investissement est en temps de paix de pouvoir naviguer au loin et en cas de conflit le trois-mâts barque devient un navire corsaire. Armé de 12 canons et avec cent vingt hommes d'équipage, un trois-mâts barque peut permettre à un patron de barque de s'enrichir plus rapidement qu'avec le négoce. Il faut toutefois trouver des marins corsaires. Le patron de barque fait bien souvent appel à des étrangers, car les Français en cas de conflits se retrouvent sur les vaisseaux du roi. Certains équipages sont parfois composés uniquement d'étrangers.
Les patrons de barque, s'ils ne sont pas négociants, s'installent très peu à l'étranger.